# Anstalten Fosie
Fosie är en kriminalvårdsanstalt av säkerhetsklass 2 beläget i stadsdelen Fosie, söder om Malmö. Anläggningen byggdes 1986 och har idag 173 slutna platser. 1998 tillkom fem avdelningar för särskilt resurskrävande intagna (SRI) och 2004 byggdes anstalten ut med det som idag kallas paviljongen. 2006 gjordes en SRI-avdelning om för att kunna ta emot intagna för läkemedelsassisterad behandling (LAB). År 2023 färdigställdes 72 nya platser i en modulbyggnad.